# Centre orthodoxe du Patriarcat œcuménique de Chambésy
Le Centre orthodoxe du Patriarcat œcuménique de Chambésy est une institution stavropégiaque orthodoxe, de rite byzantin, regroupant trois communautés (grecque, roumain et francophone) situé à Pregny-Chambésy (GE), en Suisse.
Le but du centre est de créer un lien entre les différentes Églises orthodoxes. Parallèlement à cette fonction, il est également chargé de servir de rapprochement avec les autres églises de confession chrétiennes.

## Localisation

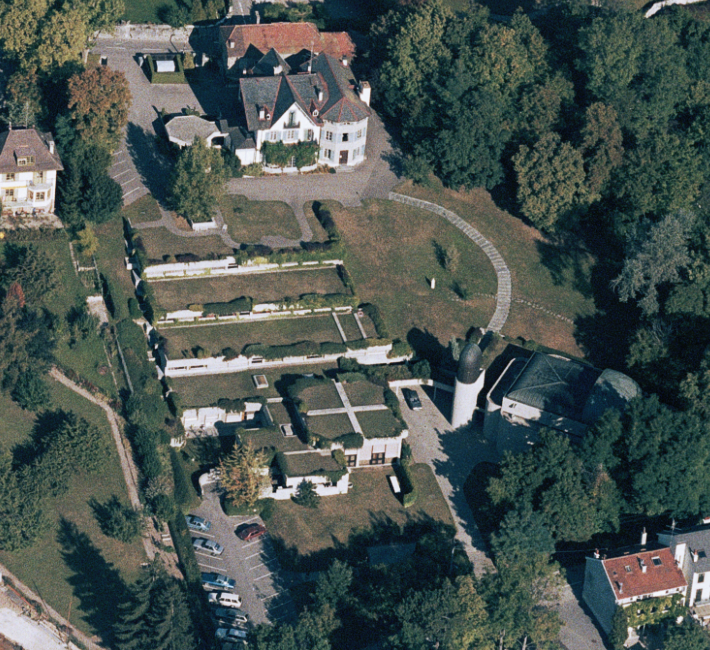
Vue aérienne du centre en septembre 1985.

Situé au lieu-dit Chambésy-Dessous, dans le sous-secteur de Chambésy - village de la localité de Chambésy, le centre a été construit dans l'ancien domaine des « Fougères », dans la commune de genevoise de Pregny-Chambésy, en Suisse.
L'ensemble du centre et de son terrain totalise une surface d'environ 1 ha.
On y accède par deux entrées situées au Chemin de Chambésy et au Chemin des Cornillons.

## Histoire générale du centre
Entre le 8 et le 15 juin 1968, le centre accueille la IVe Conférence panorthodoxe.
En juin 1981, le Pape Jean-Paul II se rend au Centre orthodoxe du Patriarcat œcuménique.
Le 12 juin 1985, le Pape Jean-Paul II se rend une seconde fois au Centre orthodoxe du Patriarcat œcuménique.

Le 16 octobre 1987, le centre est inscrit sur la liste des objets inscrits à l'inventaire par le Département des Travaux Publics du canton de Genève .

## Communautés présentes au centre

### Grecque
La première communauté du centre est la grecque. Celle-ci dépend directement du Patriarcat œcuménique de Constantinople. Le centre tient également la fonction de siège national pour la Suisse et le Liechtenstein de la Métropole orthodoxe grecque de Suisse et du secrétariat pour la préparation du Concile panorthodoxe. Leur lieu de culte est l'église Saint-Paul. Le centre est dirigé par un directeur nommé par le Saint-Synode du patriarcat œcuménique de Constantinople. Le centre possède également un Conseil d'administration et plusieurs collaborateurs.
Le prêtre est le Père Basile Kotrotsios.

#### Histoire
Dans les années 1960, le patriarche Athénagoras Ier de Constantinople et le Saint-Synode du Patriarcat œcuménique de Constantinople décident de fonder un centre orthodoxe de rite byzantin hors d'Istanbul afin de diffuser la tradition orthodoxe-grecque en Europe occidentale, de disposer d'un centre afin de préparer les Conférences panorthodoxes par la Commission interorthodoxe et de développer l’enseignement théologique et la formation continue de ses propres cadres.
L'idée vient alors de l'implanter à Genève vu sa proximité avec les organisations internationales et le Conseil Œcuménique des Églises. Le domaine des « Fougères » à Chambésy est acquis. Celui-ci offre une villa de trois étages, disposant de plusieurs pièces, de deux salles de réunion et de locaux secondaires. La villa est aménagée en chapelle et en locaux. Le centre est inauguré le 7 juin 1966 par le patriarche Athénagoras Ier de Constantinople.
Au début des années 1970, la villa devenant trop exiguë, la communauté grecque décide de construire une église ainsi que divers bâtiments administratifs. Le nouveau projet se situera au sud du terrain. De plus, le terrain descendant en pente douce, possède une configuration se prêtant bien aux projets de construction. L'église est construite en 1972 et est dédiée à Saint Paul.

#### Lieu de culte
L'église est conçue par Georges Lavas, professeur à l’Université de Salonique, en collaboration avec le bureau d’architectes zurichois Spiess & Wegmüller. Le projet général de l’ensemble, les plans du centre orthodoxe et la direction générale des travaux ont été confiés en 1972 aux architectes genevois Arthur Bugna.
L’église se fond dans le paysage en pente par sa matérialité minérale et son volume bas aux angles arrondis. Ses façades sont réalisées en béton armé. Le bâtiment est couvert d’une toiture en cuivre surmontée d’une demi-coupole paraboloïde ajourée qui est la source principale de lumière de l'édifice. Divisé en trois, l’espace comprend le sanctuaire, la nef en forme de croix (pouvant contenir environ 300 fidèles), et un narthex. Une attention particulière est portée à lumière, aussi bien à l’éclairage naturel qu’à sa valeur symbolique. Les peintures murales sont l’œuvre de l’artiste grec Rallis Kopsidis.
Les bâtiments administratifs sont construits au sud de l'église de forme d'escalier partant de la villa et finissant à l'église. Ces bâtiments accueillent des logements, des salles d’études et de conférence ainsi que des bureaux.
Le 25 avril 2023, l'église orthodoxe grecque Saint-Paul est enregistrée sur la liste des objets inscrits à l'inventaire des monuments historiques par le département du territoire,.

#### Directeurs
- 1969-2001 : Vassílios Papandréou (Métropolite Damaskinos d’Andrinople)[10],
- 2001(par intérim) : Georges Tsetsis[10],
- 2001-2003 (par intérim) : Pavlos Pavlidis (Métropolite Makarios d’Anea)[10],
- 2003-2018 : Ieremías Kalliyóryis (Métropolite Jérémie d’Ankara)[10],
- Depuis 2018 : Maxime Pothos[11].

### Roumaine
La deuxième communauté présente dans le centre est celle des orthodoxes roumains dépendant directement de la Métropole Orthodoxe Roumaine d’Europe Occidentale et Méridionale. Depuis 1975, leur lieu de culte est la chapelle de La Résurrection du Seigneur située dans l'ancienne villa du domaine.

#### Prêtres
- 1975-1977 : Ion Bria[12],
- 1977-1984 : Emil Roman[12],
- Depuis 1984 : Vergil Vâlcu[12].

#### Histoire

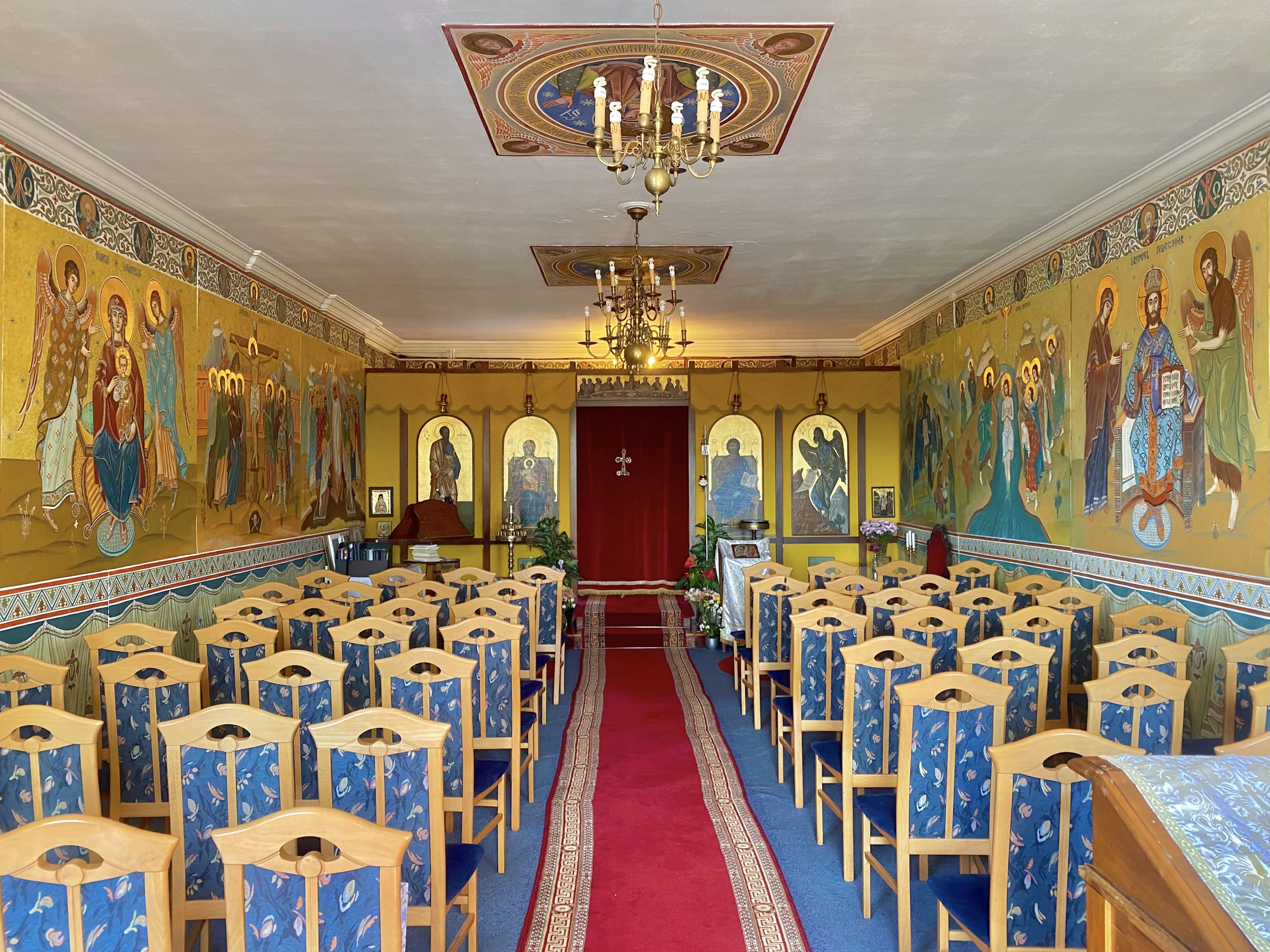
Intérieur de la chapelle.

Dès 1972, la communauté grecque ayant sa propre église, la chapelle se situant dans la villa est alors disponible. À partir de 1973, celle-ci est utilisée, à certaines occasions, par la communauté roumaine et est finalement octroyée à l’église orthodoxe roumaine le 26 octobre 1975 qui y implante une paroisse. La chapelle est consacrée par le Patriarche Justinian Marina (ro) en mars de la même année.
Dans les années 1980, les Roumains observent une scission de leur communauté dont l'autre groupe va s'établir à Chêne-Bourg.

#### Lieu de culte
Le lieu de culte de la communauté roumaine se trouve dans la partie orientale de la villa d'origine du domaine. La chapelle est aménagée selon le rite roumain.

### Francophone
La troisième communauté présente dans le centre est celle des orthodoxes de langue francophone regroupant en la Paroisse Sainte-Catherine. Leur lieu de culte est la chapelle Sainte-Trinité & Sainte-Catherine située dans la crypte, sous l'église grecque orthodoxe Saint-Paul. La paroisse dépend également de la métropole orthodoxe grecque de Suisse
Le prêtre est le Père Alexandre Sadkowski.

### Copte
Dès 1966, les familles coptes orthodoxes suivent le culte orthodoxe francophone dans la chapelle Sainte-Trinité & Sainte-Catherine. Par la suite, leur culte, selon leur rite, est célébré deux à trois fois par année dans l'église grecque orthodoxe Saint-Paul qui leur était mise à disposition. Avec l'arrivée à Genève, dans le début des années 1980, d’Égyptiens de confession copte dans la communauté entraîne la nécessité de proposer des services plus réguliers. En 1983, le pape copte orthodoxe Chenouda III d’Alexandrie fonde l’Église copte orthodoxe de Suisse romande. Finalement, en 1985 la communauté copte orthodoxe s'installe dans leur propre église à Vernier puis à Meyrin en 1994. Une deuxième communauté copte orthodoxe se forme alors à Genève et utilise depuis 2013, la chapelle protestante des Cornillons située à 200 mètres du centre orthodoxe du patriarcat œcuménique.